# آلیوشا (خواننده)
آلیوشا (به انگلیسی: Alyosha) (زاده ۱۴ می ۱۹۸۶) خواننده اوکراینی است.
او در مسابقه آواز یوروویژن ۲۰۱۰ نماینده اوکراین بود.